# V sevření hada
V sevření hada je 22. epizoda 1. řady sci-fi seriálu Hvězdná brána.

## Děj
Senátor Robert Kinsey nechal zastavit program Hvězdné brány. Generálmajor George S. Hammond šel k němu dvakrát a podruhé byl vyhozen z Kinseyho úřadu. Poté šel za ministrem obrany, náčelníkem štábu, dokonce i k prezidentovi Spojených států, ale pro každého z nich by to byla politická sebevražda jít proti senátní rozpočtové komisi. S vědomím, že masakr, který se stal v epizodě "Paralelní svět (Hvězdná brána)", by se mohl stát i v této realitě, přesvědčí Dr. Daniel Jackson členy svého týmu k porušení rozkazů. SG-1 poté aktivujte Hvězdnou bránu a jdou na planetu útočníků.
Ocitají se ve velké místnosti a zpočátku nevědí, na které planetě jsou. Při pátrání po místnosti nalézají dosud neznámý typ Goa'uldské ruční zbraně Zat'nik'tel. Najednou se místnost silně pohnula a všichni členové týmu (kromě Teal'ca) jsou hozeni ke stěně. Otevřely se skryté dveře a SG-1 se musela skrýt, protože přicházejí Jaffové, kteří se klanějí před Hvězdnou bránou nějaké velké kouli, která se zvedla do jejího středu. Jaffové odcházejí. Teal'c vysvětluje, že koule je Goa'uldské komunikační zařízení na dlouhé vzdálenosti. Brzy zjistí, že se nedostali bránou na planetu, ale na Goa'uldskou mateřskou loď, která byla na oběžné dráze planety. Ta skočila do hyperprostoru a letí směrem k Zemi.
Na Zemi, chce major Louis Ferretti pomoci SG-1 a mise je mu povolena s tím, že oficiálně bude Ferrettiho úkolem přivést SG-1 před vojenský soud. Vzhledem k tomu, že loď skočila do hyperprostoru, tak se nelze s její hvězdnou bránou spojit. SG-1 si musí pomoci sama.
SG-1 se vydávají chodbou za průvodem Jaffů, kteří nesou sarkofág. Sarkofág je umístěn uprostřed místnosti s hvězdnou bránou. Kolem něj stojí jaffské stráže a sledují komunikační zařízení, na kterém se objevuje Apophis. Apophis všem sděluje, že se k nim brzy připojí, a že do té doby budou poslouchat rozkazy jeho syna Klorela. Sarkofág se otevírá a z něho vstává mladý chlapec – Skaara. Všichni se mu klanějí a potom místnost opouštějí.
O'Neill doufá, že by se jim mohlo podařit zachránit hostitele Skaaru. Vydávají se s Teal’cem na můstek s cílem zajmout Klorela/Skaaru, zatímco Sam s Danielem mají za úkol rozmístit v lodi C-4. O'Neillovi a Teal’covi se po krátké přestřelce podaří zneškodnit jaffské stráže na můstku. O'Neill zneškodňuje mechanismus dveří na můstek a spolu s Tealc'em se pokoušejí probudit v Klorelovi Skaaru. Zatím Sam s Danielem dorazí k hangáru a připevňují na letouny C-4.
Mezitím na můstku je Skaara schopen kontrolovat své tělo jen poté, co po něm O'Neill vystřelí ze Zat'nik'telu. Za chvíli však Goa'uld převezme zpět kontrolu nad tělem. Jaffům se podaří opravit dveře a vtrhnou na můstek. Teal’c stále zezadu drží vzpouzejícího se Klorela a míří na něj zat’nik’atelem. Velitel Jaffů rozkazuje, aby pustili Klorela a vzdali se. Po chvíli váhání Teal’c pokládá zat’nik’atel na zem a pouští Klorela. Klorel se vítězoslavně usměje a vstává. Bere zat’nik’atel, stoupá si za klečícího O'Neilla a vystřelí. Jaffové na oba muže namíří tyčové zbraně, ale Klorel je zadrží. Oba zajatci jsou odváděni do místnosti s hvězdnou bránou. Tam zatím Sam s Danielem připevňují C-4 na bránu. Když se otevřou dveře, oba se rychle schovají za jednu z beden. Přicházejí Klorel a O'Neill s Teal'cem spolu s jaffskými strážemi. Komunikační koule se aktivuje a objevuje se Apophis. Klorel mu sděluje, že má pro něj velký dar Teal’ca a O'Neilla. Apophis mu nařídí oba zabít. O'Neill prosí Skaaru, ať to nedovolí. Klorel opět svádí boj se Skaarou a tentokrát se zdá, že se Skaarovi přece jen povedlo získat převahu, protože Klorel na poslední chvíli zastavuje Teal’covu popravu a přikazuje, aby byli oba muži odvedeni na můstek. Všichni odcházejí a Sam s Danielem konečně mohou opustit úkryt.
O'Neill a Teal’c jsou s Klorelem na můstku. Na Klorelův pokyn jeden z Jaffů zastaví loď a ta vyskočí z hyperprostoru ve sluneční soustavě. Jaffové nasedají do bojových letounů. Sam a Daniel se vydávají na můstek osvobodit O'Neilla a Teal'ca. Strhne se prudká přestřelka, ve které jsou nakonec zlikvidovány všechny jaffské stráže a Klorel tak zůstává sám, bez ochrany. Podaří se mu však zmocnit se Daniela, aktivovat ozbrojenou ruku a namířit ji na Danielovu hlavu. O'Neill nakonec dvakrát vystřelí na Klorela/Skaaru a pak se k němu rozběhne. Skaara má opět převahu nad Klorelem a z posledních sil volá O'Neilla. Skaara mu umírá v náručí. Teal’c volá všechny, aby se šli podívat z okna. Všichni s hrůzou hledí na Zemi.